# Mystery In Love
Mystery In Love（ミステリー・イン・ラブ）
1. 荻野目洋子の楽曲・シングル。JULIETの「HEART ON FIRE」[1]などに収録のカバー。
2. VIRGINELLEの楽曲[2]。「HEART ON FIRE」と1の逆カバー・リメイク曲。RODGERS-CONITINI-SINCLAIREのプロデュース。「SUPER EUROBEAT vol.41」（1994年1月21日 avextrax）などに収録。

本項では暫定的に1について詳述する。
「Mystery In Love」（ミステリー・イン・ラブ）は、荻野目洋子の31枚目のシングル。1993年12月1日にビクターエンタテインメントよりリリースされた。

## 解説
- フェニックスリゾート「シーガイア "オーシャンドーム"」イメージソング。
- 歌番組等ステージでは、男性ダンサーを従えてダンスパフォーマンスを披露していた。
- ユーロビートレーベル A-BEAT Cから発表された楽曲「HEART ON FIRE / JULIET」のカバー曲。後に原曲の製作者によって「MYSTERY IN LOVE / VIRGINELLE」として逆カバーされた。
- カップリングのBORN TO BE WILDもユーロビート楽曲「BORN TO BE WILD / EDO」のカバーである。

## 収録曲
1. Mystery In Love
  - 作詞・作曲：HINOKY TEAM / 日本語詞：小野香代子 / 編曲：高橋圭一
2. BORN TO BE WILD
  - 作詞・作曲：HINOKY TEAM / 日本語詞：荻野目洋子 / 編曲：高橋圭一